# Kanton Olliergues
Kanton Olliergues (fr. Canton d'Olliergues) je francouzský kanton v departementu Puy-de-Dôme v regionu Auvergne. Tvoří ho šest obcí.

## Obce kantonu
- Le Brugeron
- Marat
- Olliergues
- Saint-Gervais-sous-Meymont
- Saint-Pierre-la-Bourlhonne
- Vertolaye